# Bóveda del Río Almar
Bóveda del Río Almar is een gemeente in de Spaanse provincie Salamanca in de regio Castilië en León met een oppervlakte van 23,01 km². Bóveda del Río Almar telt 245 inwoners (1 januari 2016).

## Demografische ontwikkeling
Bron: INE, 1857-2011: volkstellingen